# 帝室論
『帝室論』（ていしつろん）とは1882年（明治15年）に福澤諭吉によって発行された皇室に関する著作である。皇室の存在意義を論じた、近代日本の思想史における初期の論文の一つ。本書の議論は後に『尊王論』に継続される。

## 成立
『時事新報』に1882年（明治15年）4月26日から5月11日まで、12回にわたって無署名社説として連載され、同年5月に単行本が刊行された。単行本の表紙には、福澤諭吉立案・中上川彦次郎筆記と記されている。

## 概要
日本で帝国議会の設置が公布され、政党が続々と設立された当時、「官権党」という政党が出現した。直接には、これを批判するため執筆されたものである。
福澤は帝室を超越的存在であり、政治の領域外のものであると捉える。その機能は日本国民の精神を集合させる中心点であり、また政党政治上の衝突を緩和するものである。さらに政党と軍隊は結合してはならず、軍人の精神的根拠を帝室に置くべきとする。同様の理由で帝室が宣戦や和平を決定しなければならないと論じる。後半は帝室の文化上の意義を論じ、学問芸術の維持機関として帝室が適切であり、その活動のために帝室費の増額を主張する。

## 各回の内容
1. 皇室は政治の枠外にあるべきことを説く。立場に関係なく全国民は同等に皇民であるとし、皇室は特定の政党に関与すべきではないことを主張する。
2. 政治の実務機関である国会や内閣は国民の精神的中心になりえず、皇室だけにそれが可能であることを説く。
3. 実務に関与しないなら皇室は無用であるとする見解に反論する。また軍人を統制するには、皇室の精神的支配力が必要であると説く。
4. 「一国の人心を掌握する方法は、宗教、学問、音楽等を利用し、君主国においては王室を中心にすべき」との説を検証する。
5. 党争により国論が分裂する懸念を論じ、国民の融和に皇室が必要と説く。特定の政党が皇室を政治利用してはならないとする。
6. 「官権党」の結成を聞いた福澤が、その不適切なことを論じる。
7. 前節の続きであり、官権党により皇室が政治利用される危険を説く。
8. 国民に対する賞罰のうち、罰は法律が行うものだが、賞は皇室によるべきことを説く。
9. 筆を政治から、文化における皇室の役割に移す。　皇室が学問を奨励すれば、大いに国家の利益となることを主張する。
10. 日本古来の諸芸術の多くが明治維新後に途絶しかかっていることを危惧し、皇室による保護が必要と述べる。
11. 前編を詳説し、芸術は時の政権の庇護によって発展したことを挙げ、幕府や大名のない現在は、皇室が代わるべきことを論じる。
12. これらの諸政策の裏づけとなる皇室費の充実を主張する。またその用途について論じ、結語を加えて終わる。

## 書誌情報
- 『帝室論』丸善、1882年4月。NDLJP:783521。
- 「帝室論」『福澤全集』 巻5、時事新報社、1898年5月、1-51頁。NDLJP:898731/4。
- 「帝室論」『福澤全集』 第5巻、国民図書、1926年3月、437-480頁。NDLJP:979055/232。
- 「帝室論」『福澤撰集』岩波書店〈岩波文庫〉、1928年1月、179-212頁。
- 「帝室論」『日本皇室論』時事新報社、1930年8月、1-76頁。
  - 「帝室論」『日本皇室論』（創立五十周年記念版）時事新報社、1931年4月、1-76頁。
- 「帝室論」『日本臣民の覚悟』八尋瑞雄校註、春陽堂〈新文庫 5〉、1942年、1-58頁。
- 「帝室論（明治十五年）」『学問独立論』昆野和七編校、慶應出版社、1948年、70-114頁。
- 「帝室論」『福澤諭吉全集』 第5巻、慶應義塾編纂、岩波書店、1959年8月、257-292頁。
  - 「帝室論」『福澤諭吉全集』 第5巻、慶應義塾編纂（再版）、岩波書店、1970年2月、257-292頁。
- 「帝室論」『明治文学全集』 第8巻、筑摩書房、1966年3月、77-91頁。
- 「帝室論」『福澤諭吉選集』 第6巻、富田正文・土橋俊一編集、岩波書店、1981年6月。ISBN 9784001006766。
- 「帝室論」『日本皇室論』島津書房、1987年5月。ISBN 9784882180012。
- 「帝室論」『福澤諭吉著作集』 第9巻、慶應義塾大学出版会、2002年9月。ISBN 9784766408850。
- 「帝室論」『福澤諭吉の日本皇室論』平沼赳夫監修、池田一貴訳、無窮会編、島津書房、2008年2月。ISBN 9784882181316。